# Río Santa Catalina (Río Ucayali)
Der Río Santa Catalina ist ein etwa 140 km langer linker Nebenfluss des Río Ucayali in Ost-Peru. Er verläuft in der Provinz Ucayali der Region Loreto.

## Flusslauf
Der Río Santa Catalina entspringt im äußersten Südwesten des Distrikts Sarayacu auf etwa 1200 m Höhe in der Cordillera Azul, einem Gebirgszug der peruanischen Ostkordillere. Der Río Santa Catalina fließt anfangs in überwiegend östlicher Richtung. Nach 25 Kilometern verlässt er das Bergland und durchquert auf den folgenden 15 Kilometern in ostnordöstlicher Richtung eine vorandine Landschaft. Anschließend durchschneidet er in nordöstlicher Richtung einen 400 m hohen Höhenrücken und erreicht das Amazonastiefland. Dieses durchquert er in einem weiten Rechtsbogen. Dabei weist der Río Santa Catalina ein teils stark mäandrierendes Verhalten mit zahlreichen engen Flussschlingen und Altarmen auf. Ab Flusskilometer 40 wendet sich der Fluss allmählich in Richtung Ostsüdost und Südost. Bei Flusskilometer 10 erreicht der Río Santa Catalina ein Sumpfgebietareal westlich des Río Ucayali, das von dessen früheren Altarmen durchzogen ist. Dieses durchquert er in ostnordöstlicher Richtung und mündet schließlich bei der Siedlung Boca de Catalina in den Río Ucayali.

## Einzugsgebiet und Hydrologie
Das Einzugsgebiet des Río Santa Catalina misst ungefähr 1200 km². Es erstreckt sich über den Südwesten des Distrikts Sarayacu und reicht von der Cordillera Azul im Westen bis zum Río Ucayali im Osten. Das Einzugsgebiet oberhalb von Flusskilometer 97 befindet sich im Nationalpark Cordillera Azul. Das Einzugsgebiet des Río Santa Catalina grenzt im Süden an das des Río Sarayaquillo, im Westen an die Einzugsgebiete der Flüsse Río Cushabatay und Río Chipurana sowie im Norden an das des Río Pacaya gehört.